# Tríkomo (ort i Cypern, Eparchía Ammochóstou, lat 35,29, long 33,89)
Tríkomo är en ort i Cypern.   Den ligger i distriktet Eparchía Ammochóstou, i den östra delen av landet, 50 km öster om huvudstaden Nicosia. Tríkomo ligger 48 meter över havet och antalet invånare är 4 490. Den ligger på ön Cypern.
Terrängen runt Tríkomo är platt åt sydost, men åt nordväst är den kuperad. Havet är nära Tríkomo åt sydost. Närmaste större samhälle är Famagusta, 18,9 km söder om Tríkomo. 